# Jason Dupasquier
Jason Dupasquier (Bulle, 7 settembre 2001 – Firenze, 30 maggio 2021) è stato un pilota motociclistico svizzero.

## Carriera
Figlio di Philippe Dupasquier, pilota di motocross, all'età di cinque anni ha cominciato a correre su sterrato, per poi passare a correre su strada. Nel 2015 inizia a correre nella ADAC Junior CUP, categoria in cui vince il titolo nel 2016. Nel 2017 vince la North European Cup nella classe Moto3. Nello stesso anno inizia a correre nella categoria Moto3 del campionato spagnolo di velocità. Nel 2019 ha corso anche nella MotoGP Rookies Cup.
Nel 2020 debutta nella classe Moto3 del motomondiale, ingaggiato dal team CarXpert PrüstelGP, che gli affida una KTM RC 250 GP; il compagno di squadra è Barry Baltus. Non ottiene punti.
L'anno successivo rimane nello stesso team, con compagno di squadra Ryusei Yamanaka. Il 29 maggio 2021, durante le qualifiche del Gran Premio d'Italia di moto3 presso l'autodromo del Mugello, perde il controllo della sua moto alla  curva arrabbiata 2,e i piloti che lo seguivano  Jeremy Alcoba (Honda Gresini) e Ayumu Sasaki (KTM Tech3) nulla possono per evitarlo. Rimane a terra per circa quarantacinque minuti prima di venire trasportato tramite elisoccorso in gravi condizioni all'ospedale Careggi di Firenze, dove viene operato nella notte al torace, ma le condizioni rimangono gravi, soprattutto a livello cerebrale. Il pilota svizzero viene dichiarato morto la mattina del 30 maggio per le conseguenze del devastante trauma cranico riportato, all’età di appena 19 anni. Aveva totalizzato 27 punti.
Le esequie si sono tenute presso la chiesa Saint-Pierre-aux-Liens a Bulle, dove è stato scortato in chiesa da un gruppo di motociclisti che hanno così voluto omaggiare il pilota scomparso.
Jason Dupasquier riposa nel cimitero svizzero di Sorens.

## Risultati nel motomondiale
| 2020 | Classe | Moto |    |    |    |    |    |    |    |    |    |    |    |    |    |    |    |  |  |  |  | Punti | Pos. |
| ---- | ------ | ---- | -- | -- | -- | -- | -- | -- | -- | -- | -- | -- | -- | -- | -- | -- | -- |  |  |  |  | ----- | ---- |
| 2020 | Moto3  | KTM  | 25 | 21 | 19 | 23 | 28 | 19 | 19 | 23 | 22 | 17 | 22 | 24 | 18 | 22 | 23 |  |  |  |  | 0     |      |

| 2021 | Classe | Moto |    |    |    |   |    |  |  |  |  |  |  |  |  |  |  |  |  |  |  | Punti | Pos. |
| ---- | ------ | ---- | -- | -- | -- | - | -- |  |  |  |  |  |  |  |  |  |  |  |  |  |  | ----- | ---- |
| 2021 | Moto3  | KTM  | 10 | 11 | 12 | 7 | 13 |  |  |  |  |  |  |  |  |  |  |  |  |  |  | 27    | 24º  |

| Legenda | 1º posto        | 2º posto            | 3º posto            | A punti      | Senza punti        | Grassetto – Pole position Corsivo – Giro più veloce |
| Legenda | Gara non valida | Non qual./Non part. | Ritirato/Non class. | Squalificato | '-' Dato non disp. | Grassetto – Pole position Corsivo – Giro più veloce |